# 김기덕 (1954년)
김기덕(金奇德, 1954년 12월 26일 ~ )은 대한민국의 서울특별시의회 의원이다.

## 학력
- 장충고등학교 졸업
- 명지대학교 학사 졸업
- 중앙대학교 대학원 교육학 석사

## 경력
- 서일유치원 설립
- 1998년 7월 1일 ~ 2002년 6월 30일 : 제5대 서울특별시의회 의원
- 2010년 7월 1일 ~ 2014년 6월 30일 : 제8대 서울특별시의회 의원
- 2018년 7월 1일 ~ 2022년 6월 30일 : 제10대 서울특별시의회 의원
  - 2018.07~2020.07: 환경수자원위원회 위원
  - 2018.08~2019.08: 윤리특별위원회 위원장
  - 2018.12~2019.12: 서부지역 광역철도 건설 특별위원회 위원
  - 2019.08~2020.09: 예산결산특별위원회 위원
  - 2020.07~2022.06: 서울특별시의회 부의장
  - 2020.07~2022.06: 환경수자원위원회 위원
- 2022년 7월 1일 ~ : 제11대 서울특별시의회 의원
  - 2022.07~2024.06: 문화체육관광위원회 위원
  - 2022.07~2023.07: 예산결산특별위원회 위원
  - 2022.11~2023.05: 관광산업발전 특별위원회 위원

## 역대 선거 결과
|  | 32.06% |

|  | 49.82% |

|  | 16.78% |

|  | 37.61% |

|  | 14.34% |

|  | 73.36% |

|  | 53.20% |